# Alessandro Damasceni Peretti
Alessandro Damasceni Peretti, cardenal de Montalto (Montalto delle Marche, a les Marques, Itàlia, llavors Estats pontificis, 1571 - Roma, 2 de juny de 1623) va ser un cardenal italià del segle xvi. La seva mare era neboda de Sixt V i ell doncs renebot del papa. Era oncle del cardenal Francesco Peretti di Montalto (1641).

## Biografia
Amb 14 anys, és fet cardenalpel papa Sixt V en el consistori del 13 de maig de 1585. El cardenal Damasceni va ser governador perpetuus de Fermo, governador de Città della Pieve i llegat a Bolonya. És també vicecanceller i canceller de la Santa Seu. L'any 1590-1620 és abat comendatari de l'abadia de Farfa i de Santa Maria in Cellis. Amb els cardenals Mariano Pierbenedetti i Anton Maria Salviati, és nomenat l'any 1592 a la prefectura de Roma, de la Consulta i de les ciutats de tots els Estats Pontificis. L'any 1620 és cardenal protopresbíter.
Després dels cardenals Raffaele Riario i Giovanni Francesco Gambara, Alessandro Peretti és el tercer gran constructor de la Vil·la Lante a Bagnaia. L'escultor Gian Lorenzo Bernini fa un bust rellevant del cardenal Montalto.
Damasceni Peretti participa als dos conclaves de 1590 (elecció d'Urbà VII i Gregori XIV) i als conclaves de 1591 (elecció d'Innocenci XI), de 1592 (elecció de Climent VIII), conclaves de 1605 (elecció de Lleó XI i de Pau V) i de 1621 (elecció de Gregori XV).